# Gladiolus watsonioides
Gladiolus watsonioides är en irisväxtart som beskrevs av John Gilbert Baker. Gladiolus watsonioides ingår i släktet sabelliljor, och familjen irisväxter. Inga underarter finns listade i Catalogue of Life.